# Lucius Aemilius Mamercinus Privernas
Lucius Aemilius Mamercinus Privernas war ein Politiker der Römischen Republik, der dem patrizischen Geschlecht der Aemilier angehörte. Er hatte mehrere hohe Ämter inne, darunter zweimal das Konsulat (341 und 329 v. Chr.).
Im Jahr 342 v. Chr., während der Diktatur des Marcus Valerius Corvus, war Aemilius dessen Magister equitum. Sein erstes Konsulat bekleidete er im folgenden Jahr; sein Amtskollege war Gaius Plautius Venno. Er wurde jedoch mit seinem Kollegen noch vor Ablauf des Amtsjahres zum Rücktritt veranlasst, wie Livius berichtet, um Neuwahlen wegen des drohenden Latinerkrieges zu ermöglichen. Nach den Latinerkriegen trat Aemilius erneut politisch hervor. Im Jahr 335 v. Chr. wurde er zur Abhaltung einer Volksversammlung zum Diktator ernannt (dictator comitiorum habendorum causa). In seinem zweiten Konsulat (329 v. Chr., Kollege Gaius Plautius Decianus) wurde ihm die Kriegsführung gegen die Gallier in Oberitalien aufgetragen. Da sich die Gallier ruhig verhielten, eroberte Aemilius die Stadt Privernum und hielt einen Triumphzug ab. Für seinen Sieg erhielt er den Beinamen Privernas. Im Jahre 326 v. Chr. war er Interrex, 316 v. Chr. erneut Diktator (dictator rei gerundae causa). Seine Aufgabe während dieser Diktatur war der Kampf gegen die Samniten.
Sein vollständiger Name lautet nach den Inschriften L. Aimilius L. f. L. n. Mamercinus Privernas. Für sein Cognomen Mamercinus sind aus späterer Zeit verschiedene Varianten überliefert.